# Homorúd
Homorúd é um município da Hungria, situado no condado de Baranya. Tem 44,73 km² de área e sua população em 2019 foi estimada em 514 habitantes.